# Orogenèse grenvillienne

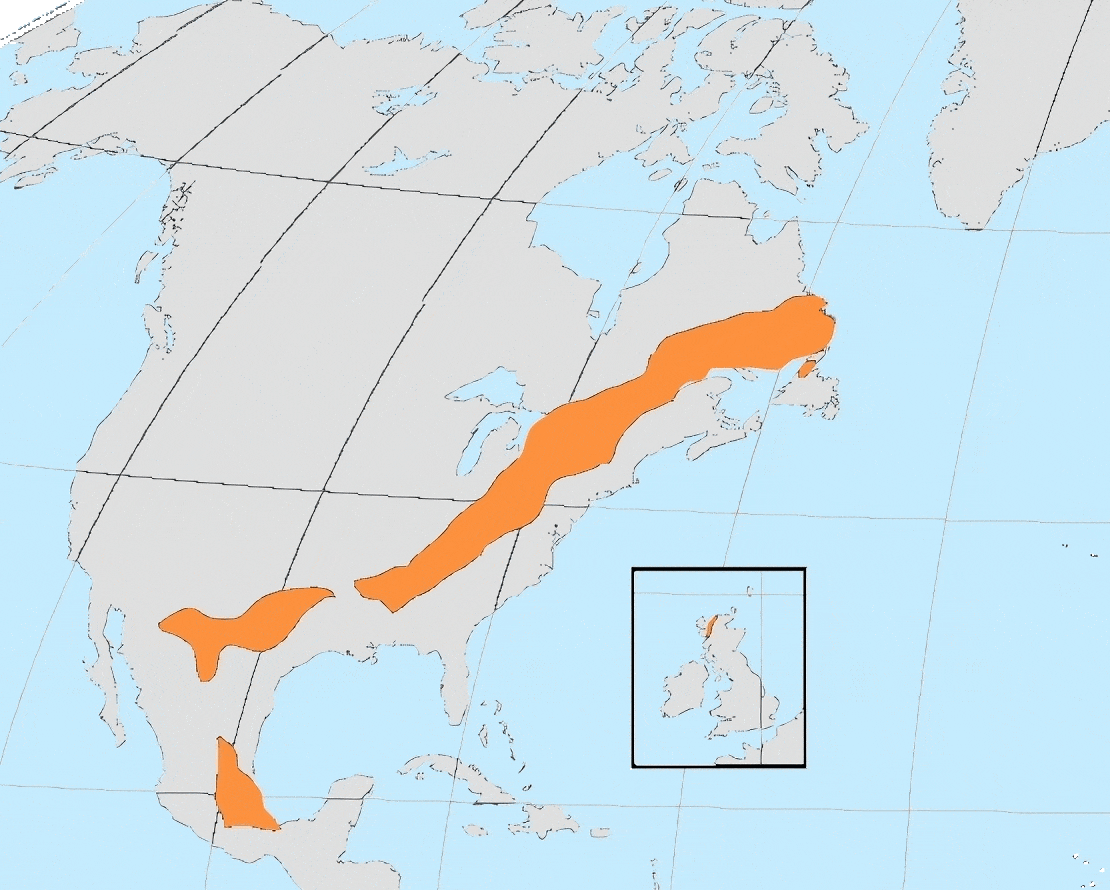
Extension (zones en orange) de l'orogenèse grenvillienne d'après Tollo et al. (2004) et Darabi (2004).

L'orogenèse grenvillienne est un long épisode de surrection de montagnes, associé à la constitution du supercontinent de la Rodinia. Son résultat est une importante ceinture orogénique qui sous-tend une partie significative du continent nord-américain, du Labrador au Mexique, ainsi qu'une partie de l'Écosse.
La croûte de l'orogenèse grenvillienne, datant du milieu et de la fin du Mésoprotérozoïque (env. 1250 à 980 Ma), se retrouve partout dans le monde mais, en général, seuls les épisodes ayant eu lieu sur les marges sud et est de la Laurentia sont qualifiés de « grenvilliens ».
Ces épisodes sont connus sous le terme d'orogenèse kibarienne en Afrique et d'orogenèse svéconorvégienne (en) en Europe de l'Ouest.

## Échelle temporelle

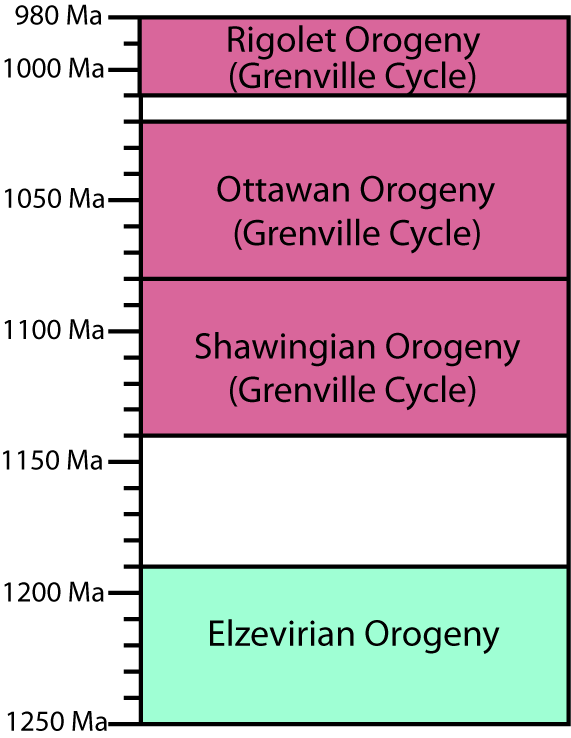
Chronologie de l'orogenèse grenvillienne, d'après Rivers (2002).

La problématique de la datation de l'orogenèse grenvillienne est bien cernée de nos jours. La chronologie mise en avant par Toby Rivers dans ses travaux récents provient de l'étude de la province tectonique de Grenville, bien conservée, qui est un témoin parmi les plus détaillés de cette orogenèse. Sa classification considère que la désignation classique de « grenvillien(ne) » couvre deux cycles orogéniques séparés ; les orogenèses de Rigolet, d'Ottawa et de Shawinigan composent le cycle de Grenville, tandis que l'orogenèse elzévirienne est distincte. Du fait de la grande taille de la zone affectée par les épisodes grenvilliens, il existe des écarts temporels le long de la ceinture.
Les âges sont estimés à  partir de l'activité magmatique de chacun des cycles de l'orogenèse. Les différences entre les âges des cycles de compression et les analyses isotopiques des hornblendes, des biotites et des feldspaths potassiques suggèrent que les extensions se produisaient lorsque les compressions cessaient momentanément,.
En 2008, un article de Toby Rivers passe en revue la chronologie des différentes périodes de l'orogenèse et reconstruit l'échelle temporelle sur la base du métamorphisme spatial et temporel des roches. Dans cette nouvelle version, qui est une synthèse entre les travaux de Rivers de 1997 et ceux de Gower et Krogh de 2002, l'orogenèse elzévirienne intervient entre 1,24 et 1,22 Ga, l'épisode de Shawinigan dure de 1,19 à 1,14 Ga et ne fait plus partie du cycle de Grenville, l'épisode d'Ottawa (désormais daté de 1,09-1,02 Ga) et l'épisode de Rigolet (toujours daté de 1,01-0,98 Ga) deviennent des phases regroupées dans l'orogenèse grenvillienne.

## Tectonique
La reconstitution des événements de l'orogenèse est en cours, mais il est généralement admis que les marges est et sud de la Laurentia furent des marges convergentes actives jusqu'au début de la collision continentale. Ce type de subduction tend à créer des arcs volcaniques aux abords ou sur le bord de la plaque chevauchante dans les zones de subduction modernes et des preuves de l'existence de tels arcs, contemporains (env. 1,3-1,2 Ga) de l'orogenèse, se trouvent dans la zone grenvillienne. La Cordillère des Andes est un exemple moderne d'un mécanisme analogue. Entre 1,19-0,98 Ga (la période précise dépendant de l'emplacement), deux blocs continentaux entrèrent en collision avec la Laurentia. Ces deux collisions sont considérées comme similaires à celles qui donnèrent naissance, dans des temps plus récents, à l'Himalaya,. On a pendant quelque temps pensé que l'un des blocs était le continent d'Amazonia, mais des preuves paléomagnétiques montrent désormais que ce n'était pas le cas.
Ces périodes de poussées et de métamorphisme ne furent pas continues ; elles ont été interrompues par des épisodes plus calmes pendant lesquels eurent lieu des intrusions de plutons « AMCG » (anorthosite/ mangérite (en)/ charnockite/ granite). La polarité des subductions (quelle plaque chevauche l'autre) varie selon les régions et les moments. Quelques restes d'arcs volcaniques se situent sur les marges laurentiennes et d'autres arcs firent l'objet de phénomènes d'accrétion durant l'orogenèse,.
La chronologie des événements a été établie en utilisant sur le terrain les technologies « SHRIMP » (Sensitive High Resolution Ion Microprobe) et TIMS (Thermal Ionization Mass Spectrometry) pour des datations par l'uranium-plomb. La première période d'activité tectonique fut l'accrétion d'un arc volcanique durant l'orogenèse élzévirienne. Avant cela, une subduction entre une plaque continentale et une plaque océanique présumée eut lieu. Des forces de traction et des fracturation contribuèrent à réduire la distance entre l'arc volcanique et le continent. L'angle de subduction de la croûte continentale déjà en place conduisit à l'épaississement de la lithosphère. Aux alentours de 1,9 Ga le bassin arrière-arc elzévirien se ferma.
Entre 1,18 et 1,14 Ga, la zone connut une extension. Que ce soit en raison du refroidissement de la lithosphère, appelé subsidence thermique, ou du fait de l'activité de compression, des failles furent réactivées, ce qu'attestent les âges isotopiques des roches. Il y eut aussi formation de bassins sédimentaires, ce qui signifie que les marges étaient suffisamment « calmes » pour que des sédiments puissent s'y accumuler. Cependant, dans quelques endroits, entre 1,16 et 1,13 Ga, en lien avec l'extension, il y a des preuves que des forces de poussées continuèrent à s'exercer, ce qui concouru à la mise en place de terranes.
Une modélisation indique qu'une poussée vers l'ouest eut lieu entre 1,12 et 1,09 Ga ; puis l'activité tectonique se résuma à l'extension jusqu'à 1,05 Ga. Ce fut à ce moment que le terrane de granulite de la zone centrale émergea et qu'une activité tectonique mineure se produisit.
La raison exacte pour laquelle la compression se transforma en extension est inconnue mais elle pourrait résulter d'un effondrement par gravité, d'un délaminage du manteau, de la formation d'un panache sous un supercontinent, ou bien encore d'une combinaison de ces facteurs. Le cycle de compression et d'extension de la zone est comparable à un cycle de Wilson. Dans cette région, le cycle de Wilson serait à l'origine du bassin du proto-océan Atlantique, l'océan Iapétus.

## Lithologie
De nos jours, l'orogenèse grenvillienne est caractérisée par des ceintures de plissement et de chevauchement, par un métamorphisme à régime de haute pression ainsi que par une « suite AMCG » typique. Le métamorphisme est habituellement à faciès amphibolite et granulite, de moyenne à haute température et d'altération par pression. Une éclogitisation de métagabbros (une roche formée par métamorphisme sous très haute pression à partir d'une base ultramafique) se trouve à quelques endroits et est représentative de zones d'enfouissement profond et/ou de collision violente. Tout au long de l'orogenèse, ces séquences de métamorphisme de haute pression s'intercalèrent avec des intrusions de plutons AMCG, interprétés comme syn- ou post-tectoniques. Le plutonisme AMCG est en général considéré comme une remontée de l'asthénosphère sous une partie amincie de la lithosphère,. Cela découle de la théorie selon laquelle le plutonisme AMCG est dû à l'accumulation d'un basalte fait d'olivine et de tholéiite à la base de la croûte continentale durant la phase d'extension tectonique. La lithosphère peut être amincie par convection ou par délaminage de la partie inférieure de la lithosphère. Les deux modèles ont été proposés pour l'orogenèse grenvillienne.
L'orogenèse grenvillienne peut être divisée en trois parties selon les critères de structure, lithologie et thermochronologie. Ces trois parties sont la ceinture de gneiss, la ceinture métasédimentaire et le terrane de granulite ; elles sont séparées par des zones de cisaillement,.
La ceinture de gneiss est faite de gneiss felsique et d'amphibolites qui furent métamorphisées en faciès granulitique. Le chevauchement dans cette zone s'est fait sous un angle faible. Le cisaillement de la zone est un cisaillement ductile, ce qui signifie que le matériau avait refroidi et était devenu solide mais qu'il restait cependant visqueux et plastique. L'âge de cette ceinture est compris entre 1,8 et 1,18 Ga et le métamorphisme date d'environ 1,16 à 1,12 Ga,.
La ceinture métasédimentaire est principalement constituée de roches qui ont subi une métamorphisation depuis un schiste vert vers un faciès à granulite. Les subdivisions de cette ceinture sont Bancroft, Elzévir, le lac Sharbot, le domaine de Frontenac et les basses-terres des Adirondacks. Le volcanisme pour cette partie est intervenu entre 1,42 et 1,04 Ga selon les endroits. Comme pour la ceinture de gneiss, le métamorphisme est daté d'environ 1,6 Ga,.
Le terrane de granulite est composé de gneiss méta-igné comprenant des inclusions d'anorthosite ; l'anorthosite se forme dans les plutons et est principalement composée de plagioclase. Les roches de la province tectonique de Grenville au Canada sont incluses dans cette catégorie. Le volcanisme connu le plus ancien pour cet endroit remonte à 1,2 Ga. Le métamorphisme conduisant au faciès à granulite commença aux alentours de 1,15 Ga et continua pendant 150 millions d'années environ, sans qu'il soit possible de dire si ce fut sans interruption,.

## Variations régionales
Il convient de séparer les échelles locales de celles à large échelle pour comprendre l'orogenèse. Pour cela, l'orogenèse grenvillienne est généralement divisée en quatre zones : l'extension sud au Texas et au Mexique, les Appalaches, les Adirondacks et la province tectonique de Grenville au Canada, très bien connue. L'orogenèse a laissé des traces en Écosse mais, du fait de la grande proximité entre cette zone et la province de Grenville avant l'ouverture de l'océan Iapetus (devenu l'océan Atlantique), les deux endroits partagent la même histoire,.

### Texas et Mexique
Le Texas et le Mexique forment la marge sud de la Laurentia et ils sont probablement entrés en collision avec un autre continent que celui impliqué dans la collision de l'est. L'orogenèse de Zapotèque au Mexique est contemporaine de l'orogenèse grenvillienne et elles sont généralement considérées comme une seule et unique. Au Mexique, les protolithes ignés du Mésoprotérozoïque, métamorphisés en faciès à granulite durant l'orogenèse, se répartissent en deux groupes datés de ≈ 1,235-1,115 Ga et ≈ 1,035-1,01 Ga. Les roches du groupe ancien portent une signature géochimique indiquant une provenance relative à un arc volcanique et à un bassin d'arrière-arc. Le groupe plus récent provient d'un volcanisme AMCG. Ces roches AMCG sont quelque peu anormales dans la ceinture orogénique grenvillienne car on ne connaît aucun événement orogénique qui précède directement leur création. Il a été suggéré que le régime de subduction sous la marge Laurentienne s'est terminé vers 1,23 Ga et que la polarité de la subduction s’est inversée pour amener à une collision par le nord. Depuis la surrection de Llano, qui expose l'histoire texane de l'orogenèse grenvillienne, il n'existe aucune preuve de l'existence d'un arc volcanique après cette période.

### Appalaches
Les Appalaches contiennent des témoins isolés et de petite taille de l'orogenèse grenvillienne. Le plus grand d'entre eux, le  Long Range Inlier, comprend les monts Long Range de Terre-Neuve. On trouve aussi des traces de l'orogenèse grenvillienne dans les massifs de Shenadoah et de French Broad, qui comprennent les montagnes Blue Ridge de Virginie. Les roches de Blue Ridge sont une forme de gneiss d'amphibolite supérieure et de faciès à granulite, ayant subi des intrusions de charnockites et de granitoïdes. Ces roches magmatiques se sont diffusées à l'occasion de trois épisodes : ≈ 1,16-1,14 Ga, 1,112 Ga et ≈ 1,08-1,05 Ga et sont de massivement à faiblement foliées.

### Adirondacks
Cette région est un dôme massif de roches du Protérozoïque près de la frontière entre l'État de New York et le Canada. Les épisodes orogéniques elzévirien (≈ 1,25-1,19 Ga) et d'Ottawa (≈ 1,08-1,02 Ga) se retrouvent dans les Adirondacks où des roches métamorphiques de haut grade ont été créées. Une zone de cisaillement à forte tension, orientée nord-est, sépare le dôme entre hautes-terres au sud-est et basses-terres au nord-ouest. Certains, avancent que cette zone de cisaillement, la zone de Carthage-Colton, était une frontière entre deux zones de pression différentes durant l'orogenèse d'Ottawa, lorsque les hautes-terres chevauchèrent les basses-terres.

### Province tectonique de Grenville
La province tectonique est nommée d'après le village de Grenville ; elle constitue la plus jeune partie du bouclier canadien. Étant donné que la zone n'a pas subi de transformation métamorphique régionale depuis l'orogenèse, elle est considérée comme idéale pour l'étude de l'orogenèse grenvillienne et de la tectonique antérieure. La majeure partie de ce qui est connu au sujet de cette orogenèse provient des travaux réalisés à cet endroit. La chaîne de Grenville résulte probablement de la collision entre le bouclier de l'Amérique du Nord et celui de l'Amérique du Sud.